# Beata Kempa

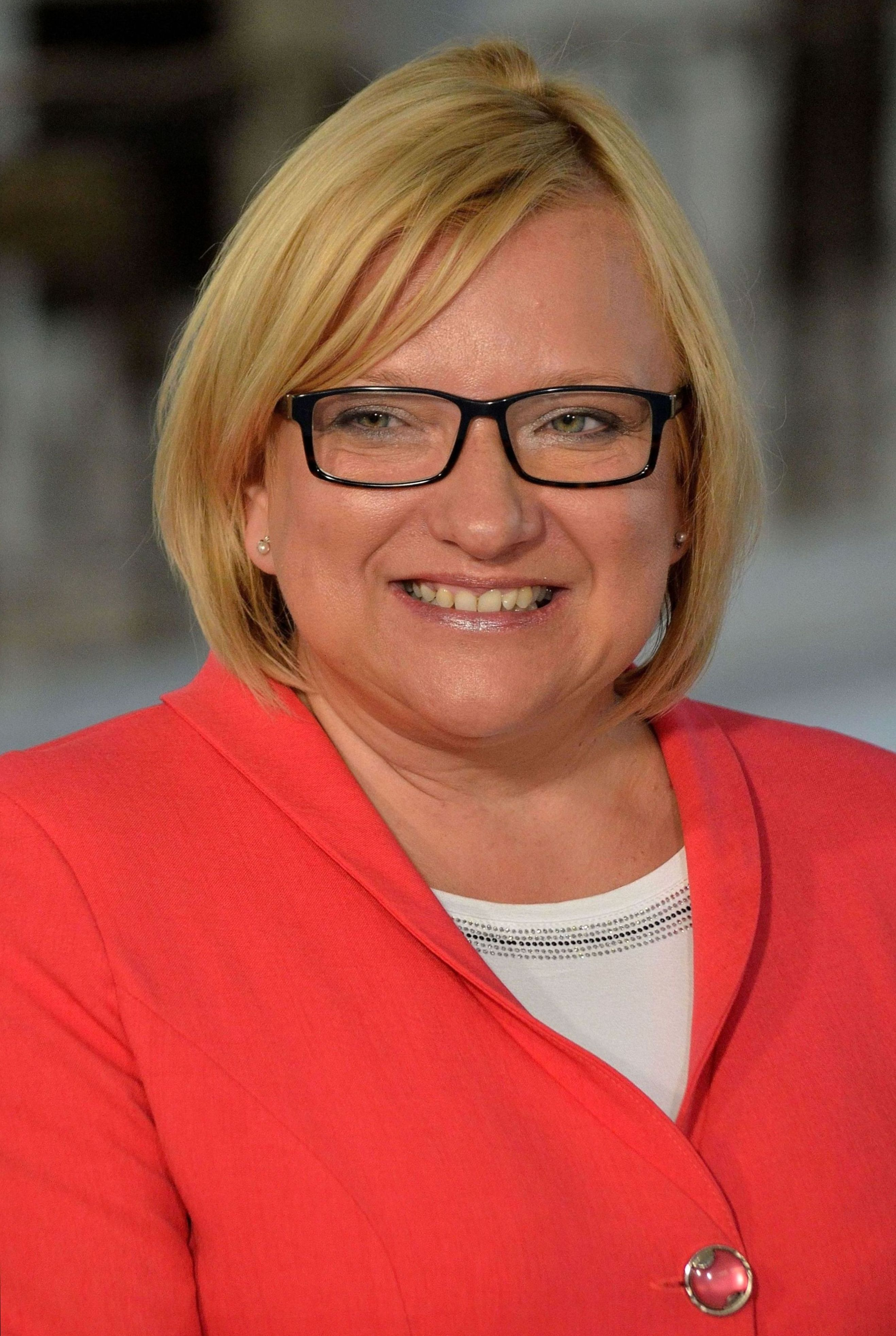
Beata Kempa (2014)

Beata Agnieszka Kempa (* 11. Februar 1966 in Syców) ist eine polnische Politikerin (PiS). Von 2005 bis 2019 war sie Abgeordnete des Sejms, von 2019 bis 2024 Mitglied des Europäischen Parlaments.

## Leben
1990 beendete sie das Studium der Verwaltungswissenschaften an der Universität Breslau. In den Jahren 1998 bis 2005 war sie Stadträtin von Syców. Einige Jahre lang arbeitete sie als Sozialarbeiterin für Erwachsene. 2002 bewarb sie sich bei den Wahlen zum Europäischen Parlament erfolglos für ein Mandat als Abgeordnete, sie erhielt 5.685 Stimmen.
Bei den Parlamentswahlen 2005 wurde sie über die Liste der Prawo i Sprawiedliwość (Recht und Gerechtigkeit – PiS) für den Wahlkreis Wrocław Abgeordnete des Sejm. Vom 22. Mai 2006 bis zum 15. November 2007 war sie Staatssekretärin im Justizministerium.
Bei den Parlamentswahlen 2007 wurde sie mit 10.228 Stimmen zum zweiten Mal Abgeordnete für die PiS. Sie ist Stellvertretende Vorsitzende der Sejm Kommission für Justiz sowie Mitglied der Sejm Kommission für Abgeordneten-Angelegenheiten und der Untersuchungskommission zur Aufklärung der Todesumstände von Barbara Blida.
Nach den Wahlen vom 9. Oktober 2011 wurde sie am 4. November zusammen mit drei weiteren Politikern aus der Partei Prawo i Sprawiedliwość ausgeschlossen und gründete mit ihnen eine neue Gruppierung mit dem Namen Solidarna Polska.
2015 kehrte sie zur PiS zurück. Nach dem Wahlsieg der PiS im selben Jahr wurde Kempa zur Leiterin der Kanzlei der Ministerpräsidentin im Kabinett Szydło sowie zur Ministerin ohne Portefeuille ernannt. 2019 kandidierte sie auf der Liste der PiS mit Erfolg für das Europäische Parlament, wurde aber 2024 nicht wiedergewählt.